# Gummierung bei Briefmarken
Gummierung ist eine Substanz, die rückseitig auf Briefmarken aufgetragen wird, damit diese durch Anfeuchten auf einen Brief geklebt werden können.

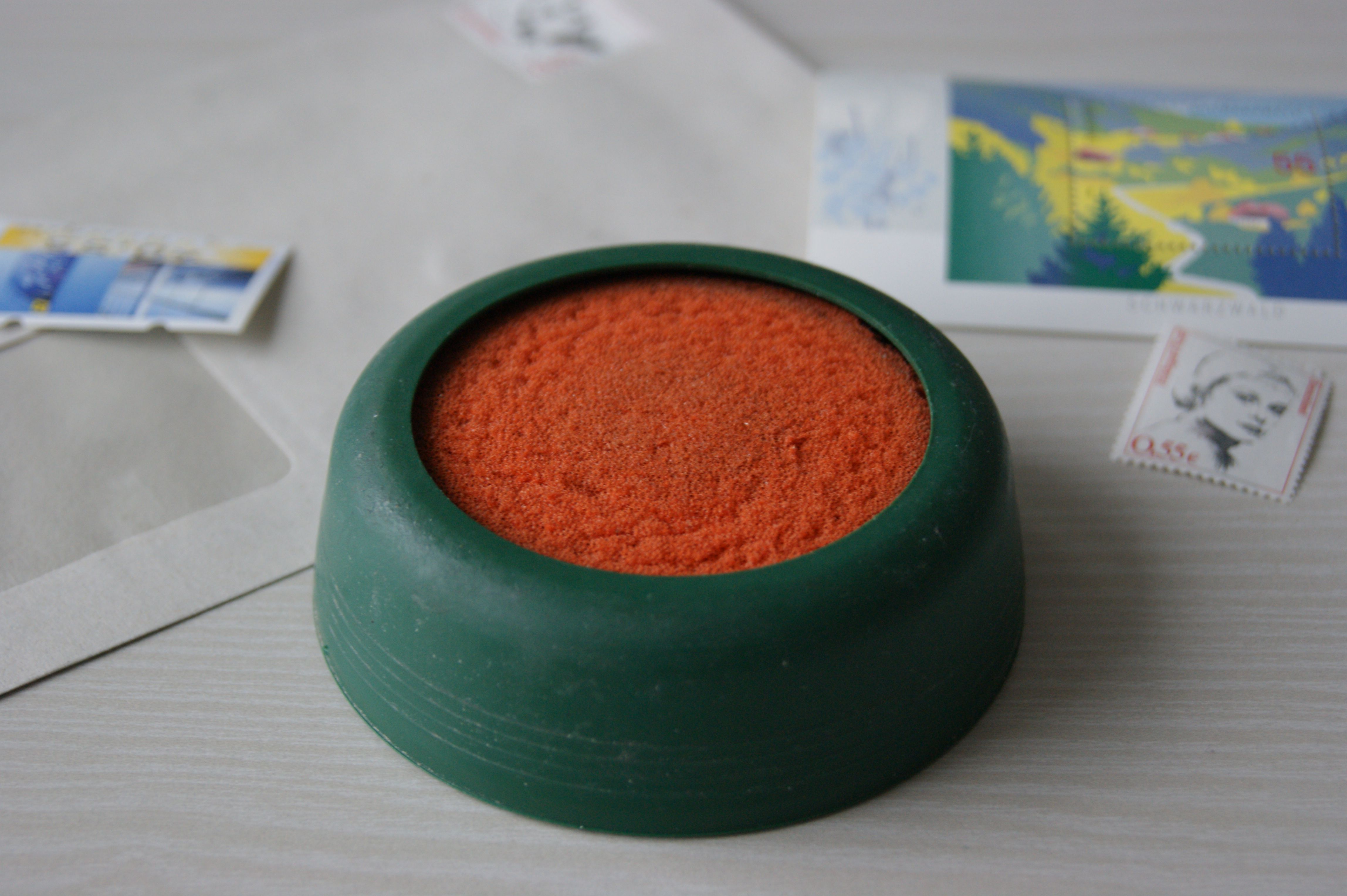
Feuchtkissen, mit dem gummierte Briefmarken angefeuchtet werden können

## Herstellung
Hauptbestandteile der Gummierung sind heute vor allem Kunststoffe. In den meisten Fällen handelt es sich dabei um Polyvinylalkohol (PVA), ein synthetisches Polymer auf Kohlenstoffbasis. Zunächst verwendete man vor allem tierische Leime, etwas später auch pflanzliche Stoffe, wie Dextrin oder Gummi arabicum.
Die Gummierung wird heute aus technischen Gründen im Allgemeinen vor dem Druck der Briefmarken aufgetragen. Die Gummierung erfolgt maschinell. In der Anfangszeit der Briefmarken wurden diese oft erst nach dem Druck gummiert. Diese Gummierung erfolgte bei fehlenden Maschinen per Hand mit einem Pinsel. In einigen Ländern, z. B. Ruanda, gelangten auch Briefmarken ohne Gummierung in den Verkauf.

## Erhaltung
Die Erhaltung der Gummierung ist in der Philatelie bei ungebrauchten, gummiert verausgabten Marken ein entscheidendes Preiskriterium. Philatelisten unterscheiden dabei drei Qualitätsstufen:
- Postfrisch – **: Die Gummierung der Briefmarke befindet sich in dem Zustand, wie sie von der Post abgegeben wurde. Das bedeutet, dass die Gummierung einwandfrei ist.
- Ungebraucht, Gefalzt – *: Die Gummierung der Briefmarke befindet sich nur noch teilweise im Originalzustand. Auf der Rückseite befindet sich oft ein Falz oder Falzreste. Diese Erhaltungsform ist weniger beliebt. Dadurch sind gefalzte Briefmarken erheblich billiger als postfrische. Das bewirkt jedoch auch, dass in betrügerischer Absicht versucht wird, die Gummierung zu verstreichen oder anderweitig wiederherzustellen, um den Eindruck einer postfrischen Briefmarke zu erwecken.
- Ungummiert, ohne Gummi – (*): Die Gummierung der Briefmarke fehlt ganz. Nur sehr seltene Briefmarken werden noch in dieser Erhaltungsform gesammelt. Ungummierte Exemplare solcher Marken werden daher besonders oft mit falscher Gummierung versehen, um den Wert zu steigern. Man spricht von Nachgummierung (im Gegensatz zur Originalgummierung) oder Neugummierung.
- Manche Briefmarken, beispielsweise in Notzeiten oder in feuchten Klimaten, wurden ohne Gummierung ausgegeben. Eine bessere Erhaltung als (*) ist bei ihnen daher nicht möglich.

In den meisten Briefmarkenkatalogen werden ungebrauchte Briefmarken nach diesem Schema bewertet und mit den international üblichen Symbolen (Sternchen) wie oben bezeichnet. Nachgummierungen sind oft daran zu erkennen, dass der nachträglich aufgebrachte Gummi in der Beschaffenheit vom Original abweicht, um die Kanten der Briefmarken herum geflossen ist und insbesondere die gerissenen Zahnspitzen verhärtet hat. Solche Manipulationen mindern den Sammlerwert der Marken.

## Besondere Formen
Der Philatelist beschäftigt sich jedoch nicht nur mit der Erhaltung der Gummierung, sondern auch mit ihrem Aussehen und der Struktur. Beispielsweise gibt es Unterschiede in der Farbe, manche Gummierungen glänzen, andere sind gestreift oder körnig. Besondere Formen der Gummierung sind:
- Spargummierung
- Trockengummierung
- Geriffelte Gummierung
- Selbstklebende Gummierung

Die Postverwaltungen experimentierten oft mit der Zusammensetzung der Gummierung, so dass mit der Zeit zahlreiche verschiedene Gummierungsarten entwickelt wurden. Die Deutsche Bundespost erprobte beispielsweise in den Jahren 1955 und 1956 eine Gummierung mit Pfefferminzgeschmack. Diese Pfefferminzgummierung sollte, im Gegensatz zur normalen Gummierung, beim Ablecken der Briefmarke einen angenehmen Geschmack auf der Zunge zurücklassen. Diese Versuche wurden jedoch nach einem Jahr eingestellt und bis heute nicht mehr aufgegriffen.
In tropischen Gebieten verzichtete man des Öfteren auf Grund der hohen Luftfeuchtigkeit ganz auf die Gummierung der ausgegebenen Briefmarken. Die Briefmarken würden sonst zu leicht aneinander festkleben. Man musste deshalb Klebstoff vorrätig halten. Stattdessen werden heute zunehmend selbstklebende Briefmarken verwendet, die ähnlich wie Aufkleber vom Trägerpapier abgezogen werden (z. B. in Brasilien). Auch Länder in gemäßigten Klimaten machen inzwischen Gebrauch davon. Während manche Ausgaben mit Rücksicht auf Sammler, die gebrauchte Marken von Umschlägen oder Karten ablösen wollen, mit einer wasserlöslichen Zwischenschicht zwischen Markenpapier und Klebstoffschicht versehen werden, werden andere Marken ohne eine solche Schicht ausgegeben, um das Ablösen und Wiederverwenden versehentlich ungestempelter Marken zu erschweren.

## Schädliche Gummierung

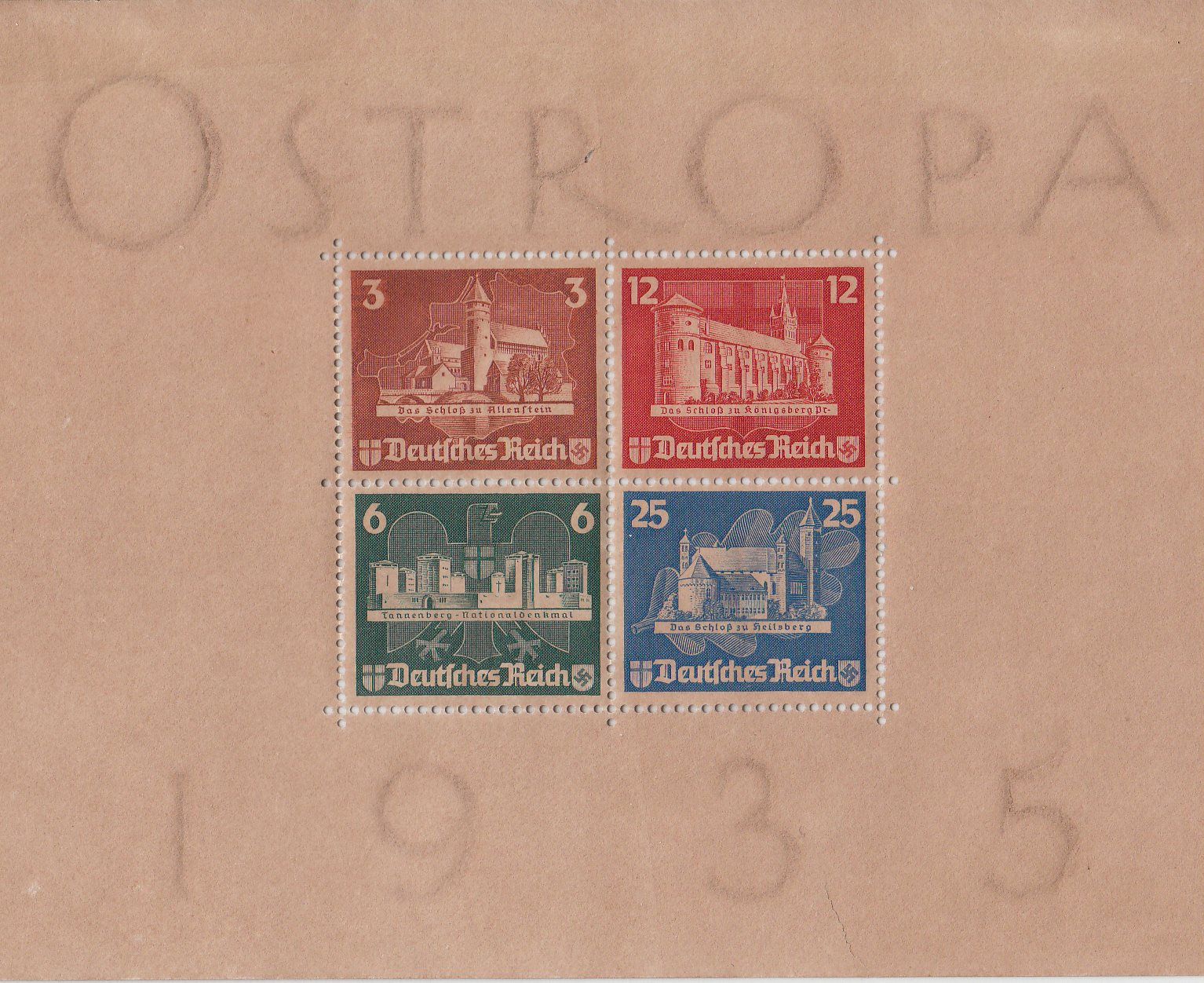
Postfrischer Ostropa-Block mit durch den säurehaltigen Gummi braungefärbtem Papier und beginnenden Durchbrüchen an den Wasserzeichen

Die Gummierung kann in besonderen Fällen zur Beschädigung oder Zerstörung einer Briefmarke führen. Das Deutsche Reich verausgabte beispielsweise Briefmarken mit einer Gummierung, deren Schwefelsäuregehalt nicht neutralisiert wurde und die die Briefmarke nach einigen Jahren zunehmend beschädigte (Ostropablock). Für diese Marken wurde schon nach kurzer Zeit empfohlen, die Gummierung sofort abzulösen. Bei älteren Marken, die mit tierischem Leim gummiert wurden, kann es durch Brüche in letzterem („Gummisprünge“ durch Schwankungen von Luftfeuchtigkeit und Temperatur) zu einem Bruch durch die gesamte Briefmarke kommen. Hier kann Ablösen des Gummis verhindern, dass die Briefmarke an einer solchen Stelle auseinanderfällt.

## Nachweise
1. ↑  Hänel: Nachgummierungen. Gert Murmann, abgerufen am 5. Mai 2017.
2. ↑  Hänel: Was ist eine reparierte oder beschädigte Marke wert? Gert Murmann, abgerufen am 5. Mai 2017.
3. ↑  Michel-Briefmarkenkatalog Europa/Übersee. Verlag des Schwaneberger Albums, 1936, Deutsches Reich.
4. ↑  Kreuzer/Centesimi 1850/54. Philaforum. Das Briefmarkenforum, 21. März 2008.